# Ctenocalanus heronae
Ctenocalanus heronae is een eenoogkreeftjessoort uit de familie van de Clausocalanidae. De wetenschappelijke naam van de soort is voor het eerst geldig gepubliceerd in 1992 door Vega-Pérez & Bowman.